# Miologia
La miologia és la branca de l'anatomia que es dedica l'estudi del sistema muscular, incloent l'estudi de la seva estructura, funció i malalties dels músculs. El sistema muscular consisteix en el múscul esquelètic, que es contreu per moure la posició de les parts del cos (per exemple, els ossos que s'articulen en les articulacions), el múscul llis, i el miocardi que impulsen, expulsen o controlen el flux de fluids i de les substàncies que contenen.